# Feestdagen in Finland

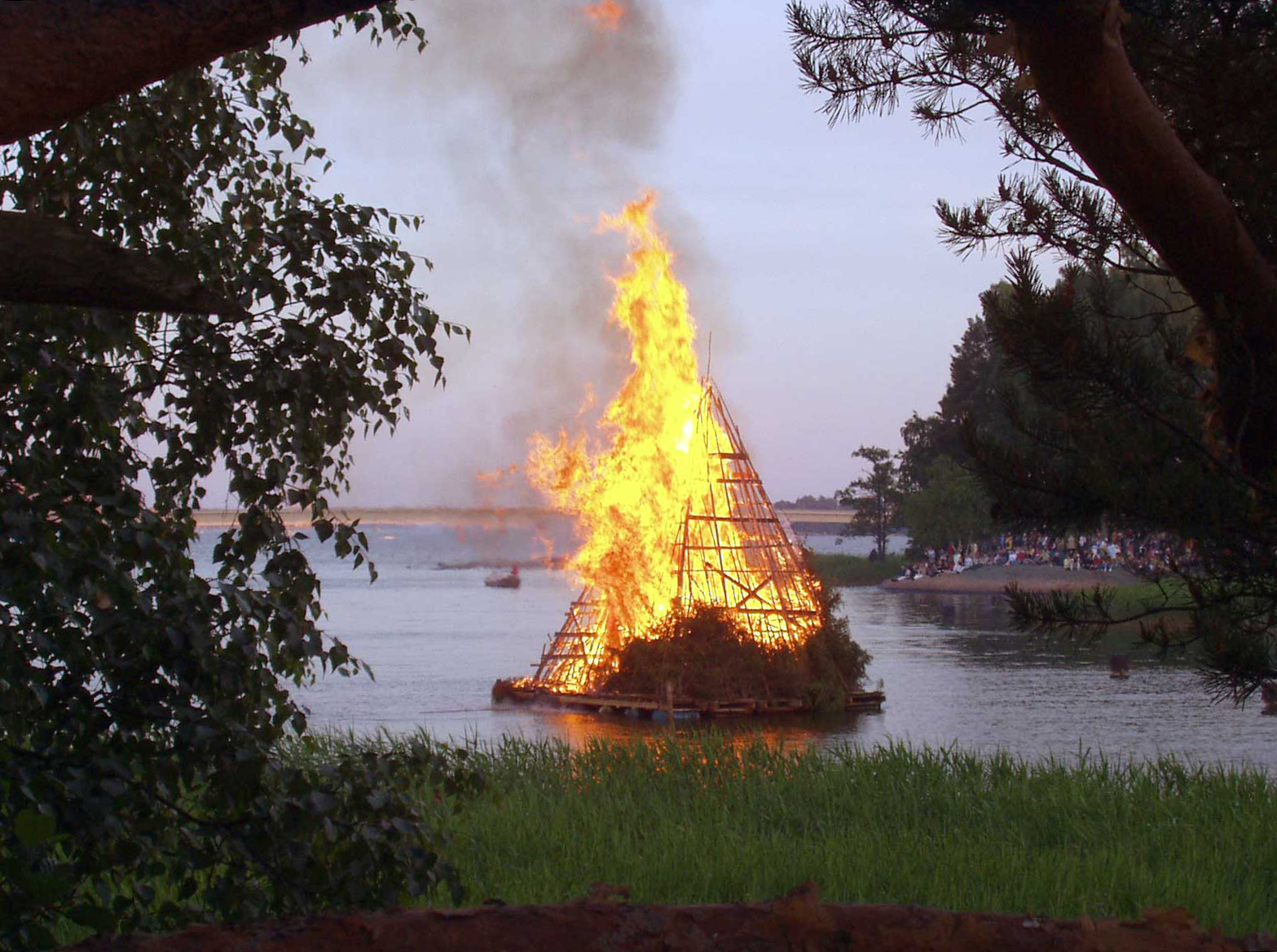
Vreugdevuur tijdens het Midzomerfeest.

Deze pagina geeft een overzicht van de belangrijkste feestdagen in Finland.

## Officiële feestdagen
| Datum                          | Finse naam       | Nederlandse naam      |
| ------------------------------ | ---------------- | --------------------- |
| 1 januari                      | Uudenvuodenpäivä | Nieuwjaarsdag         |
| 6 januari                      | Loppiainen       | Driekoningen          |
|                                | Pitkäperjantai   | Goede Vrijdag         |
|                                | 2. pääsiäispäivä | Tweede paasdag        |
| 1 mei                          | Vappu            | Dag van de Arbeid     |
|                                | Helatorstai      | Hemelvaart            |
| Eerste vrijdagavond na 18 juni | Midsommarafton   | Midzomernacht         |
| Eerste zaterdag na 19 juni     | Juhannuspäivä    | Sint-Jan, midzomer    |
| Eerste zaterdag na 30 oktober  | Pyhäinpäivä      | Allerheiligen         |
| 6 december                     | Itsenäisyyspäivä | Onafhankelijkheidsdag |
| 24 december                    | Jouluaatto       | Kerstavond            |
| 25 december                    | Joulupäivä       | Eerste kerstdag       |
| 26 december                    | 2. joulupäivä    | Tweede kerstdag       |

## Overige feestdagen
| Datum       | Finse naam             | Nederlandse naam               | Opmerkingen                                                     |
| ----------- | ---------------------- | ------------------------------ | --------------------------------------------------------------- |
| 6 februari  | Runeberginpäivä        | Runebergdag                    | Ter nagedachtenis aan de Finse schrijver Johan Ludvig Runeberg. |
| 28 februari | Kalevalan päivä        | Dag van de Finse cultuur       |                                                                 |
| 12 mei      | J. V. Smellmanin päivä | Dag van het Finse bewustzijn   |                                                                 |
| 10 oktober  | Aleksis Kiven päivä    | Dag van de Finse literatuur    |                                                                 |
| 6 november  | Ruotsalaisuuden päivä  | Dag van het Zweedse Bewustzijn | Vooral in Zweedstalige gebieden in Finland.                     |

Albanië ·
Andorra ·
Armenië ·
Azerbeidzjan ·
België ·
Bosnië en Herzegovina ·
Bulgarije ·
Cyprus ·
Denemarken ·
Duitsland ·
Estland  ·
Finland ·
Frankrijk ·
Georgië ·
Griekenland ·
Hongarije ·
Ierland ·
IJsland ·
Italië ·
Kazachstan ·
Kosovo ·
Kroatië ·
Letland ·
Liechtenstein ·
Litouwen ·
Luxemburg ·
Malta ·
Moldavië ·
Monaco ·
Montenegro ·
Nederland ·
Noord-Macedonië ·
Noorwegen ·
Oekraïne ·
Oostenrijk ·
Polen ·
Portugal ·
Roemenië ·
Rusland ·
San Marino ·
Servië ·
Slovenië ·
Slowakije ·
Spanje ·
Tsjechië ·
Turkije ·
Vaticaanstad ·
Verenigd Koninkrijk ·
Wit-Rusland ·
Zweden ·
Zwitserland